# Imperium (sèrie de televisió)
Imperium és una sèrie de televisió espanyola estrenada el 5 de setembre de 2012 emesa per la cadena Antena 3 i que, com la sèrie predecessora, Hispania, la leyenda, s'ambienta al segle ii aC. La sèrie està produïda per Bambú Producciones i compta amb un pressupost de 20 milions d'euros. El primer episodi va aconseguir un 10,9% de share en audiència (1.849.000 espectadors), menys dels que s'esperava la cadena tenint en compte el gran màrqueting que n'havien fet.
La primera temporada té 6 capítols. Al començavent n'havien previst 13, però la cadena va acordiar finalment que se'n farien només 6 per tal d'observar les dades d'audiència. El rodatge va començar el 7 de març del 2012 i va acabar el 8 de juliol.

## Repartiment
| Personatge             | Actor o actriu       |
| Servio Sulpicio Galba  | Lluís Homar          |
| Quinto Servilio Cepión | Pepe Sancho          |
| Claudia                | Nathalie Poza        |
| Marco                  | Jesús Olmedo         |
| Octavio                | Antonio Mourelos     |
| Antonia                | Elvira Mínguez       |
| Cordelia               | Belén Fabra          |
| Décimo                 | Robert González      |
| Sabina                 | Ángela Cremonte      |
| Tito                   | Javier Ríos          |
| Cora                   | Aura Garrido         |
| Vistilia               | Lucía Martínez       |
| Vera                   | Paula Prendes        |
| Druso                  | Fernando Andina      |
| Gaia                   | Thais Blume          |
| Tiberio                | Carlos Álvarez Novoa |
| Craso                  | Nasser Saleh         |
| Libo                   | Santi Marín          |
| Fabio †                | Iván Sánchez         |

## Argument
En Galba és un home poderós i respectat de Roma, té el suport dels senadors més importants, com el senador Quinto, i per això li han encarregat una última campanya: posar fi a la resistència de Numància. En Galba hi va convençut de la victòria i que el triomf li atorgarà quan torni a Roma el reconeixement definitiu que tant cerca. Tanmateix, torna de la campanya de Numància derrotat i humiliat, els hispans han destruït el seu exèrcit. En Galba, doncs, perd el seu honor i, sobretot, el seu poder a la ciutat eterna. Tot i que no ha estat una casualitat: algú l'ha traït.
En Galba, però, no té pensat de rendir-se, la seva família, els Sulspici, ha de tornar a ocupar el lloc que li pertoca a Roma, i per això està disposat a fer qualsevulla cosa, àdhuc començar una nova guerra contra aquells que l'han fet caure en la misèria. No sap, però, que un error del seu passat el persegueix, un error que té nom de dona: Cora. Una dona que, per salvar el seu pare, està disposada a pactar amb els seus grans enemics, un home entossudit a recuperar la glòria perduda i una família que frisa per controlar tot Roma.